# Avid Technology
Avid Technology — американська технологічна та мультмедійна компанія, що базується у Берлінгтоні (штат Массачусетс, США). Заснована у серпні 1987 року Біллом Ворнером. Спеціалізується на аудіо та відео; зокрема, на системах цифрового нелінійного редагування (NLE), програмному забезпеченні для редагування відео, програмному забезпеченні для редагування аудіо, програмному забезпеченні для нотних записів, послугах з управління та дистрибуції даних.
Продукти Avid широко використовуються в телевізійній і відеоіндустрії для створення різноманітних телевізійних шоу, художніх фільмів та рекламних роликів. Media Composer, професійна система нелінійного редагування, є флагманським продуктом Avid.

## Історія
Avid був заснований Біллом Ворнером, менеджером з маркетингу компанії Apollo Computer. Прототип їхньої першої нелінійної системи редагування, Avid/1 Media Composer, був показаний на з'їзді Національної асоціації мовників (NAB) у квітні 1988 року. Avid/1 був створений на базі комп'ютера Apple Macintosh II зі спеціальним обладнанням та власним програмним забезпеченняи від Avid. Компанії вдалося зробити справжню революцію у відеомонтажі. На початку 1990-х років продукти Avid почали замінювати такі інструменти як Moviola, Steenbeck і KEM, що дозволило редакторам обробляти свої фільми значно легше та ефективніше. Першим повнометражним фільмом, змонтованим за допомогою Avid, був «Давайте вб'ємо всіх адвокатів» 1992 року (режисер Рон Сенковскі). До 1994 року лише у трьох художніх фільмах використовували нову систему цифрового монтажу. Втім, всього за рік десятки людей перейшли на Avid, і це означало початок кінця різання плівки. 1996 року Уолтер Мерч отримав премію «Оскар» за монтаж «Англійського пацієнта», який він здійснив за допомогою Avid. Це був перший «Оскар» за монтаж, присуджений фільму з цифровим монтажем.
Окрім того, 1994 року Avid представив Open Media Framework (OMF) — відкритий стандартний формат файлів для обміну медіа та пов'язаних метаданих. Протягом останніх років компанія розширила свій бізнес-експертизу за допомогою кількох придбань та внутрішніх інвестицій, з метою отриманя повної палітру продуктів для створення мультимедіа, включаючи продукти для зберігання та керування медіафайлами. 2006 року Avid випустив нові продукти — Avid Interplay та Unity Isis. Якщо від початку Avid вважався просто компанією, що займається «редагуванням відео», то тепер він перетворився на корпорацію з виробництва мультимедійних технологій.

## Поглинання компаній
| Придбано | Компанія                | Деталі | Продано            |
| -------- | ----------------------- | --- | ------------------ |
| 1993     | DiVA Corporation        | Розробник Videoshop, застосунку для домашнього відеомонтажу на базі Quicktime |                    |
| 1994     | Digidesign              | Розробник Pro Tools — цифрової аудіо робочої станції, та Venue — бренду цифрових мікшерних пультів                                                                                          |                    |
| 1994     | Basys                   | Комп'ютеризована автоматизована система для ньюзрумів від Digital Equipment Corporation, імплементована до iNews 2001 року                                                                  |                    |
| 1994     | Newsview                | Комп'ютеризована система для ньюзрумів на базі Novell |                    |
| 1995     | Elastic Reality, Inc.   | developer of Elastic Reality, morphing software |                    |
| 1995     | Parallax Software       | developer of Matador, Illusion and Jester, ink-and-paint software |                    |
| 1998     | Softimage               | developer of Softimage 3D, 3D graphics software (previously subsidiary of Microsoft) | 2008 (to Autodesk) |
| 1998     | NewStar                 | strategic alliance Avstar with Grass Valley—then owners of Lightworks[прояснити] |                    |
| 2000     | Motion Factory          | developer of interactive 3D software for games and the Web |                    |
| 2000     | Pluto Technology        | DDR playback servers |                    |
| 2002     | iKnowledge              | розробник of Active Content Manager, системи менеджменту для ньюзрумів |                    |
| 2003     | Rocket Networks         | private sharing network technology for Internet collaboration, then implemented in Digidelivery, encrypted file transfer system                                                             | 2007 (to Aspera)   |
| 2004     | NXN                     | Media Asset Management software components |                    |
| 2004     | Bomb Factory            | розробник аудіо-плагінів |                    |
| 2004     | M-Audio                 | розробник аудіо інтерфейсів та обладнання | 2012 (to inMusic)  |
| 2005     | Pinnacle Systems        | розробник апаратних комплексів та програмного забезпечення для цифрового відео | 2012 (to Corel)    |
| 2005     | Wizoo                   | virtual instrument, plug-in effect and sample library designer; developed AIR (Advanced Instrument Research), series of plug-ins and virtual instruments subsequently included in Pro Tools | 2012 (to inMusic)  |
| 2006     | Medéa Corporation       | розробник високошвидкісних RAID-масивів |                    |
| 2006     | Sundance Digital        | програмне забезпечення для автоматизації ефірного мовлення |                    |
| 2006     | Sibelius Software       | developer of Sibelius, notation software |                    |
| 2006     | Maximum Throughput      | developer of MAXedit, visual effects editing software |                    |
| 2010     | Blue Order Solutions AG | Media asset management software |                    |
| 2010     | Euphonix                | digital mixing console and control surface manufacturer; EuCon protocols were integrated into Pro Tools; the Artist Series and System 5 Family were added to Avid control surfaces          |                    |
| 2012     | Rocket Network          | provides online music recording studios |                    |
| 2015     | Orad Systems            | developer of 3D real-time graphics and video servers products, then integrated into the MediaCentral Platform                                                                               |                    |